# 複合機

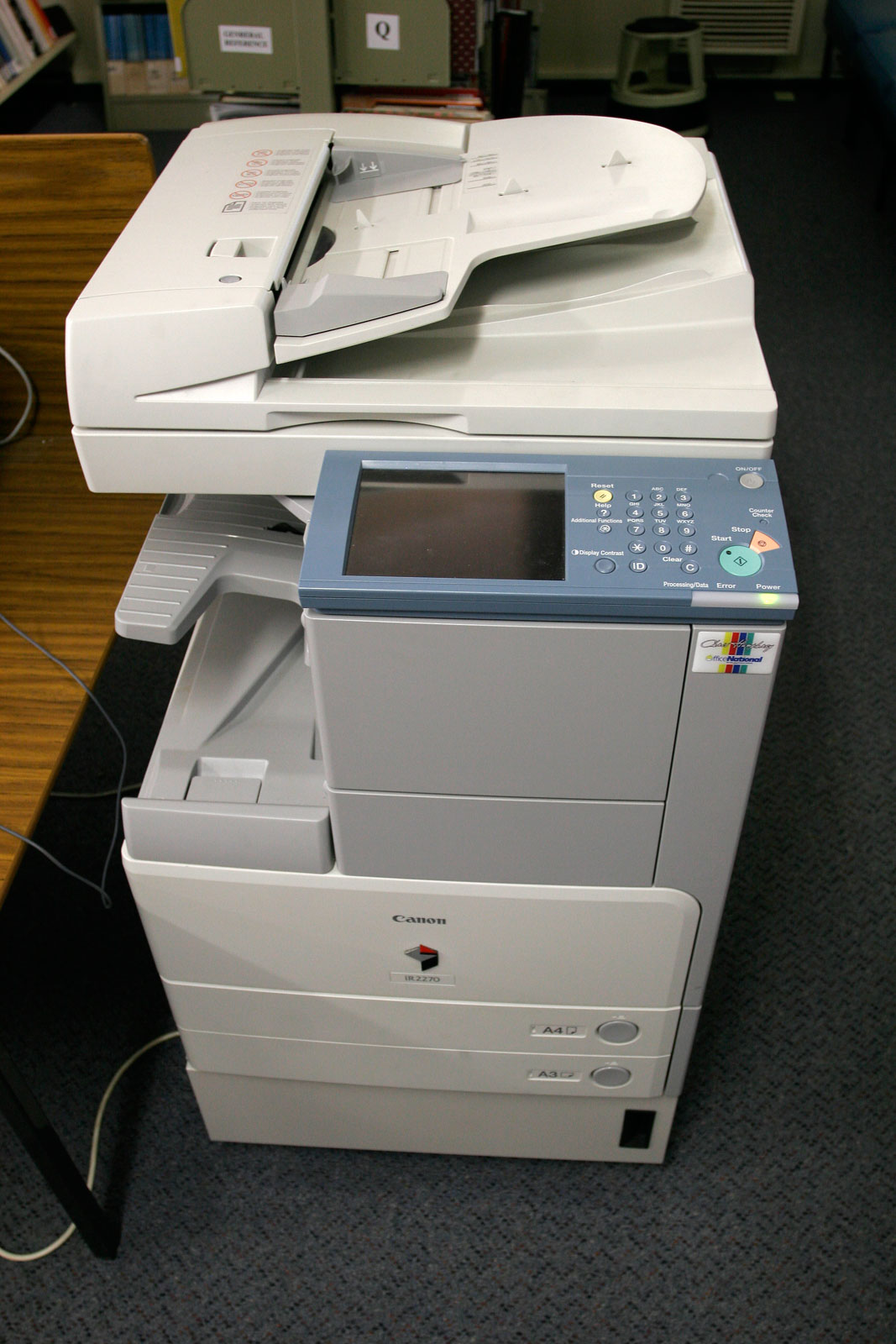
オフィス向け複合機（キヤノンiR2270,モノクロ製品） オフィス向けとしては比較的小型の製品である

複合機（ふくごうき）は、複数の機能を持つ機器である。
日本においては、複写機、プリンター、イメージスキャナ、ファクシミリなどの機能が一つにまとめられている事務機器を指す場合が多い。社団法人ビジネス機械・情報システム産業協会（JBMIA）が定めるビジネス機械・情報システム産業協会規格（JBMS）では、複合機の意味を以下のように定めている。
本項ではこの事務機器について扱う。

## 概要
複写機・プリンター・イメージスキャナ・ファクシミリなどの事務機器の機能を1つの筐体に収めたものである。画像データのデジタル処理化に伴って、製品化が可能となった。そのため、デジタル複合機や複合プリンタと呼ばれることも多い。略語としてMFP (MultiFunction Peripheral/Printer/Product) 、MFD (MultiFunction Device）、SPC (Scan Print Copy)、AIO (All In One) と呼ばれることもある。
また、次のようなことを行えるものも多い。
- ファクシミリの送信を、紙に印刷することなくPCから行う。
- ファクシミリの受信を内蔵メモリーで行い、それをデジタルデータとしてPCに送信する。

近年ではさらに高機能化が進み、特にオフィス向け大型製品において、複雑な機能を持つものがある。例えば、
- HDDを搭載し、データを保存
- InternetFAX機能 : IPアドレス・ドメインネーム・ダイナミックドメインネームシステムでの発着信
- 複数の印刷データをいったん保存し、合成して印刷
- PCから、データをすべて暗号化してプリント
- ステープラーを付属し、自動的に製本して印刷（フィニッシャーユニットによるもの。パンチ穴を開けたり、A3の紙を三つ折りにしてA4に製本するなどの機能をもつものもある）
- Javaによるアプリケーションを作成し、ユーザー独自機能の付加

といったものがある。

### メリットとデメリット
個別の機器と比較した場合の利点として、次のような点があげられる。
- 設置場所（面積）が小さくてすむ。
- 機器の購入費用やランニングコストが低くなる。
- インターフェースや電源供給を一本化できる。

欠点として、次のような点があげられる。
- 故障・修理時にすべての機能が使えなくなる。
- 各機能の使用頻度が高いと待ち時間が生じる。

## オフィス向け大型製品
大型のデジタル複写機に、ファクシミリやLANの機能を拡張ボードの形で追加したものは、事務所向けとして導入されることが多い。また、2000年代に入りカラーのものも価格の低下に伴って導入が増えている。また、POD（Print On Demand、小冊子などの小ロット印刷）サービスを手がける印刷会社向けに、高速で製本機能が充実した超大型機が各社から発売されている。
高価（数十万円以上）であるため、OA機器販社によるリースでの導入が多い。大量の印刷に耐えられるように設計されているが、基幹業務に使用する場合には保守契約を行い、定期的な保守点検が必要である。この場合、トナー等消耗品を含めて保守契約を結ぶことが一般的で、これがメーカー各社の収益源となっている。

## スモールオフィス向け小型カラーページプリンタ方式
スモールオフィス向けに、廉価化が進んできたカラーページプリンタとカラースキャナを組み合わせたA4やA3の複合機が次々に登場している。高級機種に比べて低速で耐久力が低いため、基幹業務用としての多量の印刷が必要な用途には不向きであるが、机に置けるほど小型で扱いやすい（A3タイプは若干大きめ）。ADFやFAX機能を持ったものが主流。大型複写機に比べて導入コストが低く、コピーチャージ（出力枚数による課金）がないことを売りにしている。

## スモールオフィス向け小型モノクロページプリンタ方式
モノクロページプリンタ方式のものは、インクジェット方式に比べて、白黒原稿を低コストで印刷できる。そのため、カラー印刷が不要なスモールオフィス向けの、最大印刷サイズがA4の比較的安価な製品が存在する。
単独では音声通信機能がなく、電話機を外付けするものが多い。

## 小規模オフィス・家庭向けカラーインクジェットプリンタ方式

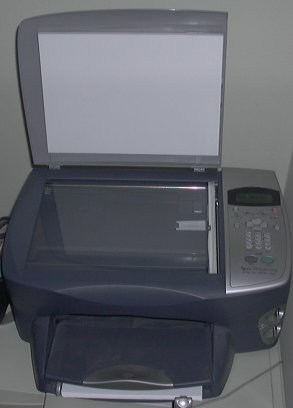
家庭向けの複合機

小型カラーインクジェットプリンタにスキャナやファクシミリ機能などを追加した安価（数万円程度）な製品は、家庭のPCの周辺機器として2000年代より普及するようになった。最大印刷サイズがA4のものがほとんどである。
特徴的な製品として、以下のようなものがある。
- 各種のメモリーカードスロットや直結USB端子を装備し、デジタルカメラで撮影した画像をPCを使用しないで直接印刷できるもの（PictBridge機能など）。また、カードドライブとして使用できるものもある。
- フィルムスキャナ機能があるもの。
- CD-R/DVDなどの記録メディアに印刷する機能があるもの。
- ファクシミリ機能がないもの。

また、小規模オフィス向けには以下の機能も付加されているものがある。ただし最近では家庭向け機種にも装備されることが増えているため、家庭向け・小規模オフィス向けという区分けは以前より曖昧になってきている。
- 留守番電話・コードレス電話機能があるもの。
- 単独では音声通信機能がなく、電話機を外付けするもの。
- 自動原稿送り装置（DFまたはADF）機能があるもの。
- LAN端子・無線LAN通信モジュールを装備し、ネットワーク上のPCから共有する機能があるもの。
- 自動両面印刷機能があるもの。

## 主なメーカー
| 企業名                              | 電子写真 | 電子写真 | 電子写真 | 電子写真 | インクジェット | 特徴                      |
| 企業名                              | 大型     | 大型     | SOHO向け | SOHO向け | 家庭向け       | 特徴                      |
| 企業名                              | カラー   | モノクロ | カラー   | モノクロ | 家庭向け       | 特徴                      |
| ----------------------------------- | -------- | -------- | -------- | -------- | -------------- | ------------------------- |
| 沖データ                            |          |          | ○        |          |                |                           |
| キヤノン                            | ○        | ○        | ○        | ○        | ○              |                           |
| 京セラドキュメントソリューションズ  | ○        | ○        | ○        | ○        |                |                           |
| ケイアイピー                        | ○        | ○        | ○        | ○        |                |                           |
| コニカミノルタ                      | ○        | ○        | ○        | ○        |                |                           |
| シャープ                            | ○        | ○        | ○        | ○        | ○              |                           |
| セイコーエプソン                    | ○        | ○        | ○        | ○        | ○              |                           |
| 東芝テック                          | ○        | ○        | ○        | ○        |                |                           |
| パナソニック システムネットワークス |          |          | ○        |          |                |                           |
| ヒューレット・パッカード            | ○        | ○        | ○        | ○        | ○              |                           |
| 富士フイルムビジネスイノベーション  | ○        | ○        | ○        | ○        |                |                           |
| ブラザー工業                        |          |          | ○        | ○        | ○              |                           |
| 村田機械                            | ○        | ○        | ○        | ○        |                |                           |
| リコー                              | ○        | ○        | ○        | ○        | △              | △：独自のGELJET方式を採用 |
| レックスマーク                      |          |          |          |          | ○              |                           |